# 生殖器崇拝

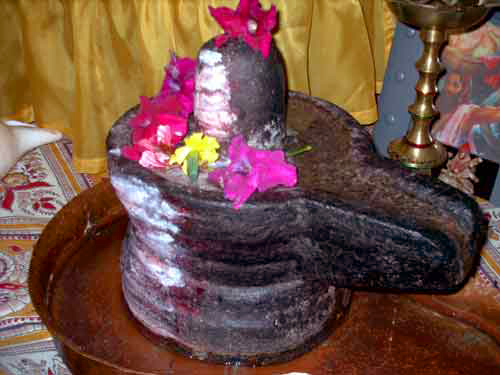
インド、ネパールなどに見られるリンガとヨーニ。中央の凸部分がリンガ。

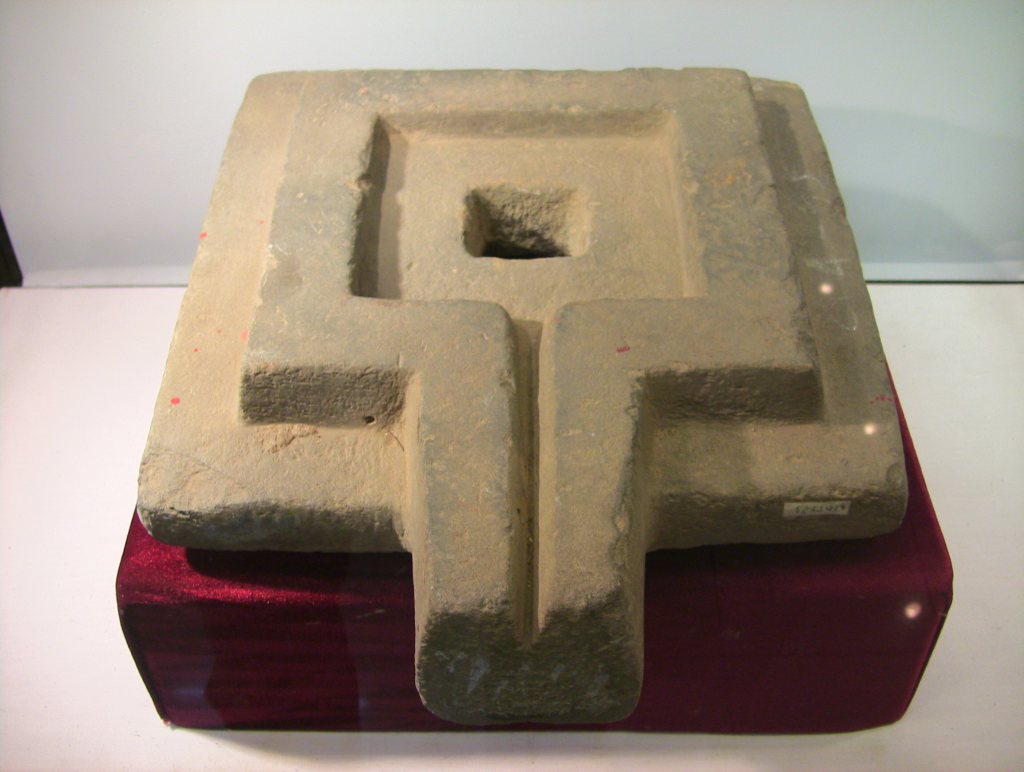
ベトナムのカッティエン遺跡で発掘された石製のヨーニ

生殖器崇拝（せいしょくきすうはい）は、ヒトの男女の生殖器を神聖視し、それに由来する対象物（象徴的造形物や神仏）に多産や豊穣などをもたらす呪術的な力を認めて行われる信仰、崇拝。性崇拝、性器崇拝とも呼ばれる。

## 概説
生殖器崇拝（あるいは性崇拝）の信仰は古来世界各地にある。しかし一方で穢らわしいもの、あるいは淫らなものとする対照的な見方も一般的に存在した。
性崇拝対象物の素材は、自然の木や岩石あるいは、それらを人工的に加工した物である。その形状は生殖器に類似するものとは限らず、それを連想させる代替物（粥杖）や男女の神仏（道祖神、聖天など）を信仰の対象としている場合もあり様々である。
性崇拝は一般的には生命の誕生に関わる器官を神聖視して崇拝の対象としたものと考えられている。また世界各地に見られる豊饒儀礼と密接に関係していることも指摘されている。
仏教系の性崇拝物については、中国、チベット、ネパール、インドなどを伝来経路としており、仏教だけでなくヒンズー教などの宗教とも関係しているとされている。
なお、「生殖器崇拝」という概念は、エドマンド・バックレー『日本に於ける生殖器崇拝』（1895年）の出口米吉による日本語訳（1919年）や、フレデリック・スタール『性的神の三千年』の斎藤昌三による日本語訳（1920年）において、"Phallic Worship"や"phallicism"の邦訳語として用いられるようになったものである。

## 各地の信仰

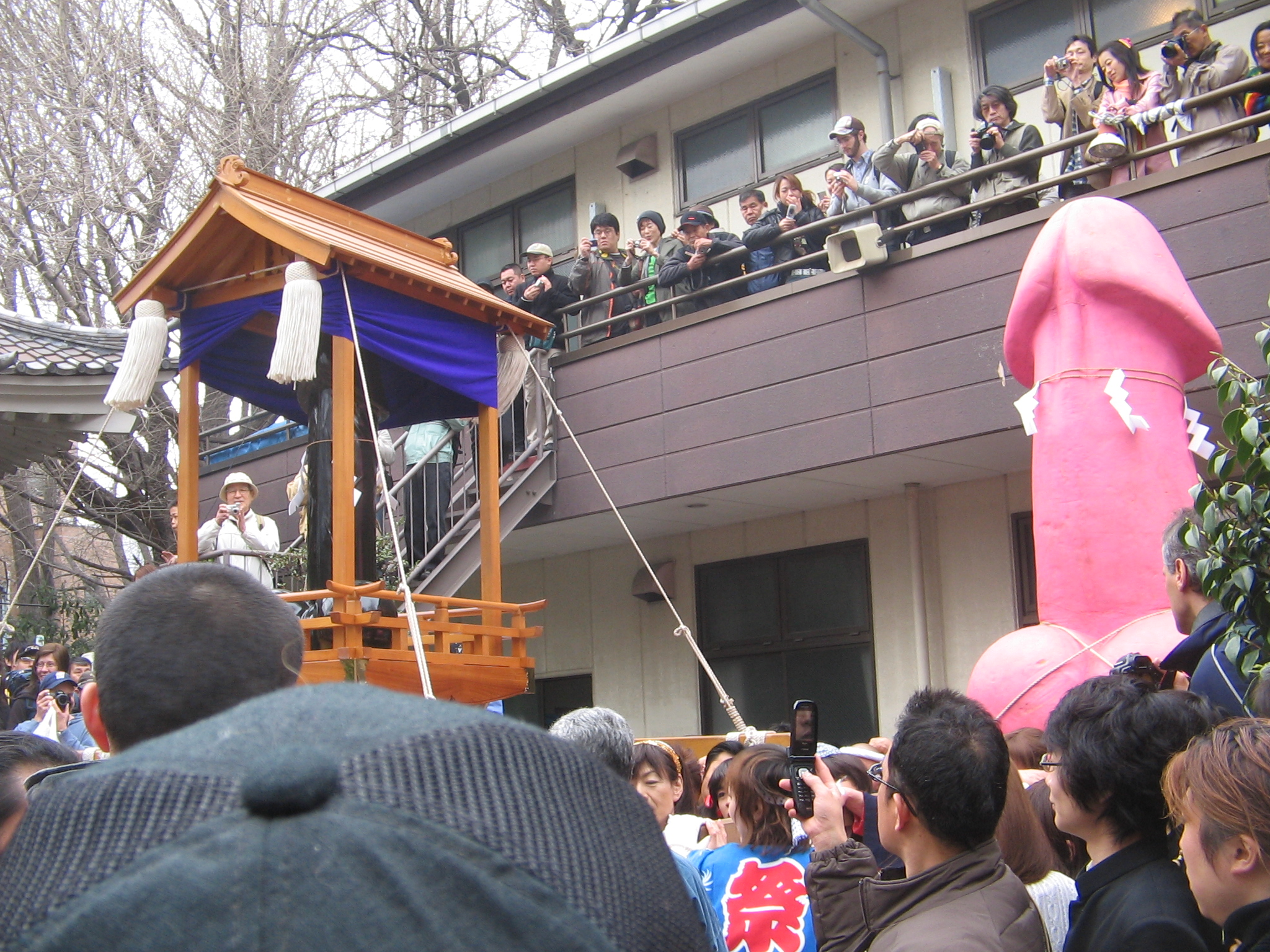
神奈川県川崎市の金山神社かなまら祭

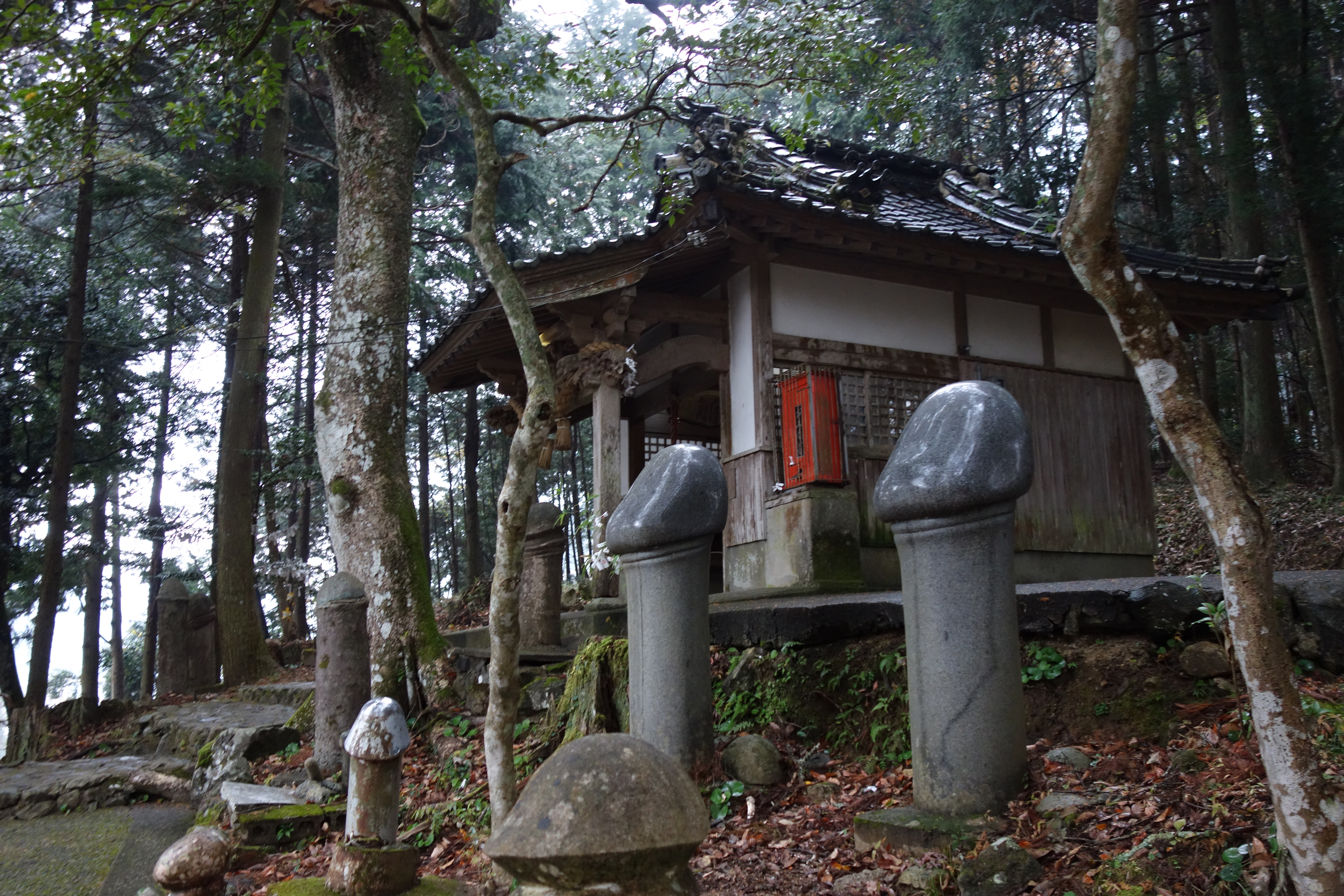
山口県長門市の麻羅観音

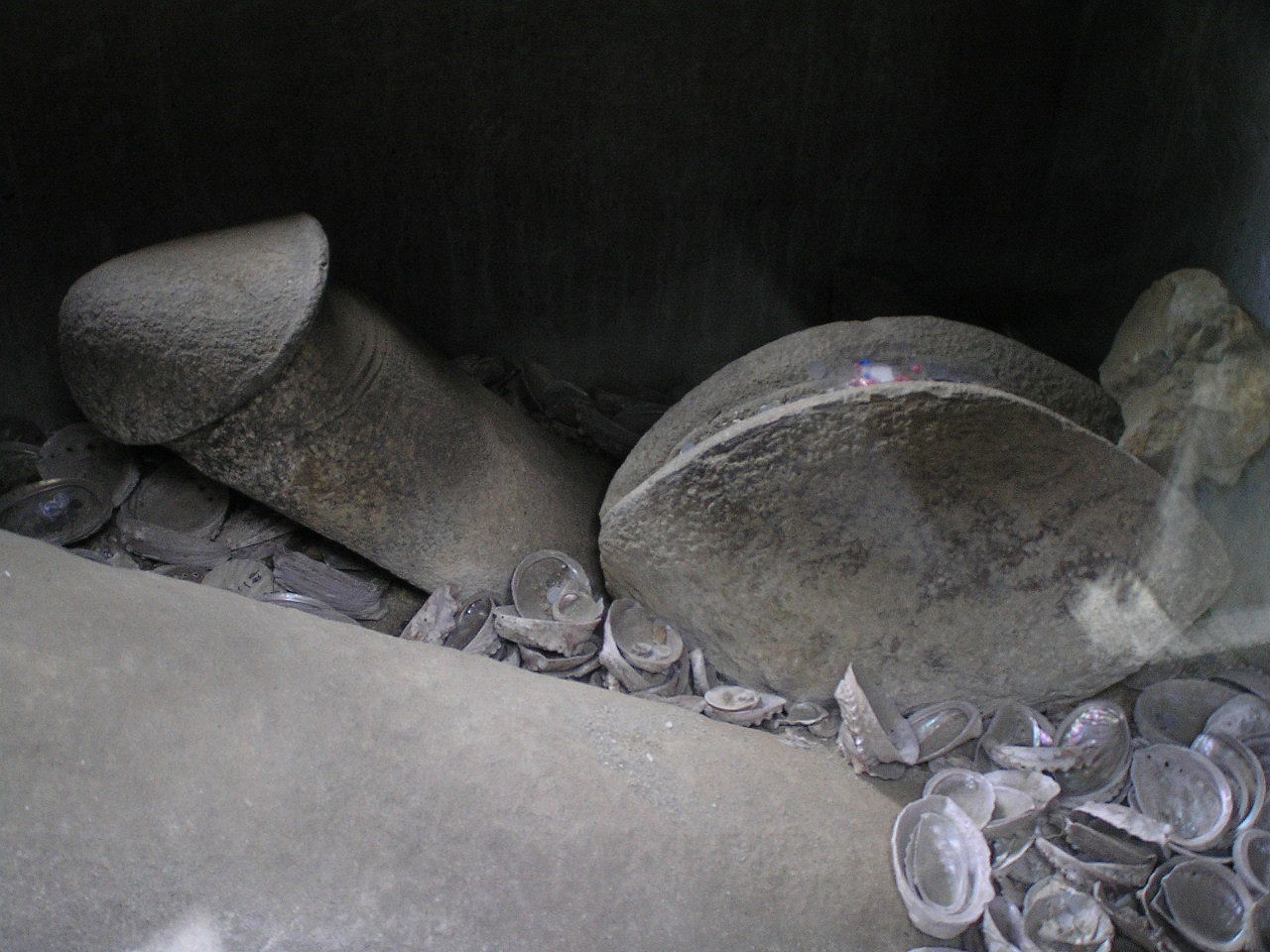
兵庫県神戸市の雌岡山

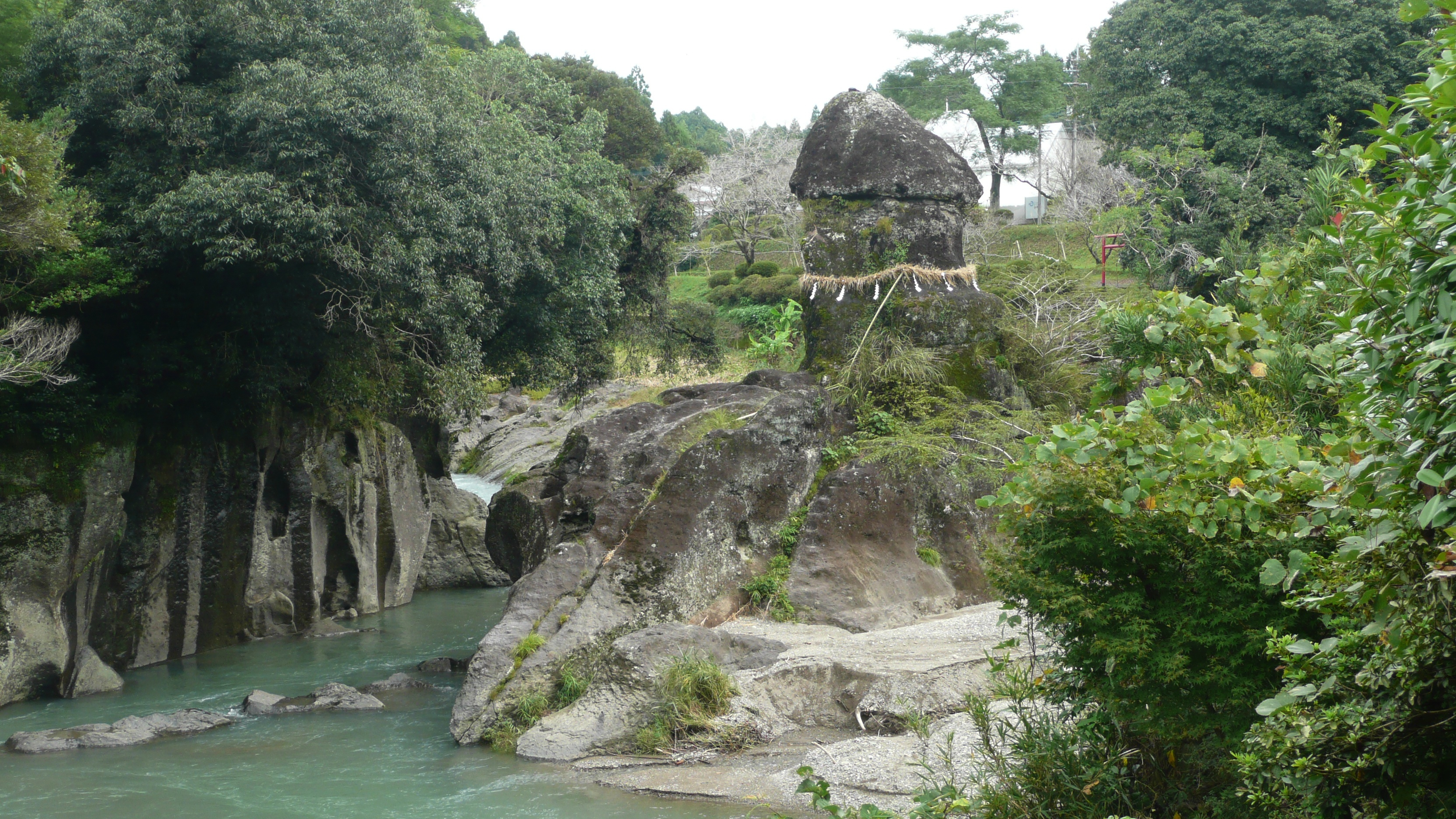
宮崎県小林市の陰陽石

### インド
古代インドのインダス文明では遺品から生殖器崇拝の痕跡が発見されている。インダス文明など古代社会においては、子孫長久や多産への祈願の意味が多分に含まれていたとされ、人間の労力が最大生産力であった古代社会では、人口増加が社会的生産の増加や他民族に対する戦闘力の強化を意味していたため切実な意義が存在したとされる。
インダス文明では動植物崇拝、人格神崇拝、生殖器崇拝などの信仰の痕跡があり、後代のインド宗教の重要な先駆的要素とされている。しかし、これらの信仰の痕跡は先駆的要素を認めうるにとどまるとされ、インド宗教が既成的な形態をもって現れるのはヴェーダ宗教以後とされる。
現代ヒンドゥー教の主神であるシヴァ神のリンガ崇拝は21世紀現在も盛んで、シヴァ寺院の本殿には必ずシヴァリンガ（男性器と女性器が結合されたモニュメント）が鎮座されている。ただし、現在の信者は生殖器崇拝の意識はすこしも思っておらず、あくまでもシヴァ神の象徴としてリンガ崇拝が行われている。また、シヴァ・プラーナ第42章に記載された12のリンガ寺院はジョーティルリンガとして、シヴァ信仰の中で特に神聖な寺院として盛んに巡礼が行われている。

### 日本
北海道の小樽市にて、石器時代の土製品が出土しており、古代から中世に至るまでは道祖神として祀られることが多かった。後に地蔵信仰と混同されるようになり、江戸から明治の時代にかけても一部の庶民の俗習として残り続けた。
日本では性崇拝物について宗教的には大きく二つのグループに分けられ、仏教系（聖天）と神道系（金山毘古神、道祖神など）とに分けられる。
加藤玄智は「都市部を離れ農村部に入ると、アニミズム、呪物崇拝、男根崇拝の痕跡をたくさん見つけることができる」と述べている。田縣神社の祈年祭（きねんさい）、豊年祭、熱池八幡社の春の神事、和霊神社、杉山神社などで男根崇拝が行われているとした。
雌岡山（兵庫県神戸市西区神出町）には裸石神社と姫石神社があり、男根が3体、女陰石が一体祀られる。神社に参拝する折にはアワビの貝殻を奉納してゆくため、男根の周辺にはおびただしい数のあわびの貝殻が見られる。山には多くのカタクリが自生し、村の娘らは、春になると「花摘みに行く」と理由付けし、裸石神社に参拝した。

## 信仰の対象

### 西洋
- ファスキヌム（英語版） - 古代ローマで信仰されていた男根の像
- チンチンナブルム

### 東洋
- リンガ（英語版、ヒンディー語版）
- チャオメ－トプティム（英語版） - タイのバンコクにある寺院
- ハラホリン石（英語版） - モンゴルの古都カラコルムにある石
- 石棒 - 日本の遺跡にみられる縄文中期から晩期にかけての石製品だが、性崇拝との関連性は明らかになっておらず必ずしも関連性が公認されているわけではない[1]。
- 金精神
- 大黒天
- 石筍 - 台湾嘉義県中埔郷塩館村の福仙宮にある石